# تيريش مير
تيريش مير، ( خوار / الباشتو / (بالأردوية: ترچ میر)‏(البديل تيريش مير وتيريشمير وترش مير ) هو أعلى جبل في سلسلة هندوكوش، وأعلى جبل في العالم خارج سلسلة جبال الهيمالايا - كاراكورام الواقعة في مقاطعة تشيترال في باكستان. تم تسلق الجبل لأول مرة في 21 يوليو 1950 بواسطة بعثة نرويجية تتألف من آرني نيس، بي كفيرنبرغ، إتش بيرج، وتوني ستريتر. تيريش مير يطل على بلدة شيترال ويمكن رؤيته بسهولة من البازار الرئيسي. إنه أقرب جبل إلى أكونكاجوا وهو أعلى من أكونكاجوا، وبالتالي يحدد عزلة أكونكاجوا الطبوغرافية.
آخرقرية في شيترال قبل الوصول إلى تيريش مير هي قرية تيريش . يبدأ هذا الوادي في سوراوحت، حيث يلتقي نهر تيريش بنهر توركو من الغرب، حتى شاغروم - آخر مستوطنة دائمة بالوادى، ومن هناك فصاعدًا توجد مراعى ومراعى صيفية وأكواخ للرعى حتى الجزء العصيب من نهر تيريش الجليدي السفلي ويذهب إلى أعلى إلى تيريتش كونكورديا حيث الأنهار الجليدية من سبعة وديان فرعية تنزلق إلى أسفل وتنضم إلى كونكورديا. يتحدث الناس هناك لغة الخوار. السكان متاحون للتأجير كحمالين ومرشدين سياحيين وسيقودون المتنزهين إلى أعلى الجبل، ولكن هناك نقطة لن يذهبوا بعدها. 
ويُعتقد أن أصل اسم تيريش مير هو «ملك تيريش» حيث أن تيريش هو اسم وادي جانبي لوادي مولكهو في شيترال الذي يؤدي إلى تيريش مير. وهناك لغة أخرى تشتق أصل هذا الاسم من لغة واكهي. في تريش واكهي يعني الظل أو الظلام ومير يعني الملك، ولذا تيرتش ميريعني ملك الظلام. وكان من الممكن أن يحصل على هذا الاسم لأنه يخلق ظلال طويلة على جانب واكهن من وجهه.

## مناخ
وتقع محطة الأرصاد الجوية على أرتفاع 4,245 م (13,927 قدم) فوق مستوى سطح البحر في منطقة المناخ في جبال تويندرا المناخيه الألبيه وفقًا لتصنيف مناخ في كوبن. على هذا الارتفاع المحدد ( 4,245 م (13,927 قدم) وفقا لمحدد السرعة الأتوماتيكي ) نجد فصول صيف باردة إلى حد ما وتبرد بدرجه أعلى من درجة التجمد. يبلغ متوسط درجة الحرارة السنوي هو −5.25 °م (22.55 °ف) ، مما يضع المحطة في نطاق التربة الصقيعية المستمرة. يبلغ متوسط درجة الحرارة في أشهر شهرهو يناير −17.5 °م (0.5 °ف) والشهرين الأكثر سخونة في يوليو وأغسطس بمتوسط درجات حرارة 6.5 °م (43.7 °ف) . يتراوح متوسط درجات الحرارة المنخفضة من −23 °م (−9 °ف) في يناير إلى 0 °م (32 °ف) في يوليو وأغسطس.
| البيانات المناخية لـ{{{location}}} | البيانات المناخية لـ{{{location}}} | البيانات المناخية لـ{{{location}}} | البيانات المناخية لـ{{{location}}} | البيانات المناخية لـ{{{location}}} | البيانات المناخية لـ{{{location}}} | البيانات المناخية لـ{{{location}}} | البيانات المناخية لـ{{{location}}} | البيانات المناخية لـ{{{location}}} | البيانات المناخية لـ{{{location}}} | البيانات المناخية لـ{{{location}}} | البيانات المناخية لـ{{{location}}} | البيانات المناخية لـ{{{location}}} | البيانات المناخية لـ{{{location}}} |
| الشهر                              | يناير                              | فبراير                             | مارس                               | أبريل                              | مايو                               | يونيو                              | يوليو                              | أغسطس                              | سبتمبر                             | أكتوبر                             | نوفمبر                             | ديسمبر                             | المعدل السنوي                      |
| ---------------------------------- | ---------------------------------- | ---------------------------------- | ---------------------------------- | ---------------------------------- | ---------------------------------- | ---------------------------------- | ---------------------------------- | ---------------------------------- | ---------------------------------- | ---------------------------------- | ---------------------------------- | ---------------------------------- | ---------------------------------- |
| [بحاجة لمصدر]                      |                                    |                                    |                                    |                                    |                                    |                                    |                                    |                                    |                                    |                                    |                                    |                                    |                                    |

## كتب
- Keay ، John ، "The Gilgit Game": The Explorers of the Western Himalayas ، 1865-95 ، مطبعة جامعة أكسفورد، 1985 ،(ردمك 0-19-577466-3)
- روبرتسون، السير جورج سكوت، كفار هندوكوش ، مطبعة جامعة أكسفورد، (1896 ، طبعة مطبعة جامعة أكسفورد 1986) ،(ردمك 0-19-577127-3)

## روابط خارجية
- تيريش مير على SummitPost